# Megaselia kuenburgi
Megaselia kuenburgi är en tvåvingeart som beskrevs av Schmitz 1938. Megaselia kuenburgi ingår i släktet Megaselia och familjen puckelflugor. Inga underarter finns listade i Catalogue of Life.